# Goce Sedloski
Goce Sedloski (n. 10 aprilie 1974) este un fost fotbalist macedonean.

## Statistici
| Macedonia | Macedonia | Macedonia |
| An        | Meciuri   | Goluri    |
| --------- | --------- | --------- |
| 1996      | 7         | 0         |
| 1997      | 6         | 0         |
| 1998      | 5         | 0         |
| 1999      | 3         | 0         |
| 2000      | 7         | 0         |
| 2001      | 5         | 0         |
| 2002      | 7         | 1         |
| 2003      | 9         | 2         |
| 2004      | 9         | 1         |
| 2005      | 7         | 0         |
| 2006      | 8         | 1         |
| 2007      | 8         | 2         |
| 2008      | 7         | 0         |
| 2009      | 10        | 1         |
| 2010      | 2         | 0         |
| Total     | 100       | 8         |